# Bushido (Rapper)/Diskografie
Diese Diskografie ist eine Übersicht über die musikalischen Werke des deutschen Rappers Bushido. Den Schallplattenauszeichnungen zufolge hat er bisher mehr als 3,2 Millionen Tonträger verkauft. Die Single Für immer jung ist mit über 310.000 Verkäufen sein kommerziell erfolgreichster Tonträger.

## Alben

### Studioalben
| Jahr | Titel Musiklabel                                           | Höchstplatzierung, Gesamtwochen, AuszeichnungChartplatzierungen (Jahr, Titel, Musiklabel, Platzierungen, Wochen, Auszeichnungen, Anmerkungen) | Höchstplatzierung, Gesamtwochen, AuszeichnungChartplatzierungen (Jahr, Titel, Musiklabel, Platzierungen, Wochen, Auszeichnungen, Anmerkungen) | Höchstplatzierung, Gesamtwochen, AuszeichnungChartplatzierungen (Jahr, Titel, Musiklabel, Platzierungen, Wochen, Auszeichnungen, Anmerkungen) | Anmerkungen |
| Jahr | Titel Musiklabel                                           | DE | AT | CH | Anmerkungen |
| ---- | ---------------------------------------------------------- | --- | --- | --- | --- |
| 2003 | Vom Bordstein bis zur Skyline Aggro Berlin (Groove Attack) | DE88 (3 Wo.)DE | — | — | Erstveröffentlichung: 14. Juli 2003 seit 2005 indiziert                                                            |
| 2004 | Electro Ghetto Ersguterjunge (UMG)                         | DE6 Gold · (16 Wo.)DE | AT63 (2 Wo.)AT | CH81 (1 Wo.)CH | Erstveröffentlichung: 25. Oktober 2004 zwischen 2006 und 2018 indiziert Verkäufe: + 100.000                        |
| 2005 | Staatsfeind Nr. 1 Ersguterjunge (UMG)                      | DE4 Gold · (18 Wo.)DE | AT13 (7 Wo.)AT | CH32 (3 Wo.)CH | Erstveröffentlichung: 4. November 2005 Verkäufe: + 100.000                                                         |
| 2006 | Von der Skyline zum Bordstein zurück Ersguterjunge (UMG)   | DE2 Platin · (48 Wo.)DE | AT3 Gold · (23 Wo.)AT | CH15 (23 Wo.)CH | Erstveröffentlichung: 1. September 2006 a Verkäufe: + 215.000                                                      |
| 2007 | 7 Ersguterjunge (Sony BMG)                                 | DE1 Platin · (33 Wo.)DE | AT2 Platin · (14 Wo.)AT | CH2 (10 Wo.)CH | Erstveröffentlichung: 31. August 2007 Verkäufe: + 220.000                                                          |
| 2008 | Heavy Metal Payback Ersguterjunge (Sony BMG)               | DE1 Gold · (20 Wo.)DE | AT2 Gold · (10 Wo.)AT | CH2 (9 Wo.)CH | Erstveröffentlichung: 10. Oktober 2008 Verkäufe: + 110.000                                                         |
| 2011 | Jenseits von Gut und Böse Ersguterjunge (Sony)             | DE1 (17 Wo.)DE | AT1 (15 Wo.)AT | CH1 (16 Wo.)CH | Erstveröffentlichung: 13. Mai 2011                                                                                 |
| 2012 | AMYF Bushido (Sony)                                        | DE1 Gold · (10 Wo.)DE | AT2 (6 Wo.)AT | CH1 (9 Wo.)CH | Erstveröffentlichung: 12. Oktober 2012 Verkäufe: + 100.000                                                         |
| 2014 | Sonny Black Bushido (Sony)                                 | DE1 (14 Wo.)DE | AT1 Gold · (14 Wo.)AT | CH1 Gold · (17 Wo.)CH | Erstveröffentlichung: 14. Februar 2014 seit 2015 indiziert; Gold-Auszeichnung in DE revidiert; Verkäufe: + 117.500 |
| 2015 | Carlo Cokxxx Nutten 3 Bushido (Sony)                       | DE1 Gold · (13 Wo.)DE | AT1 Gold · (11 Wo.)AT | CH1 Gold · (11 Wo.)CH | Erstveröffentlichung: 13. Februar 2015 Verkäufe: + 117.500                                                         |
| 2017 | Black Friday Bushido (Sony)                                | DE1 Gold · (19 Wo.)DE | AT1 (12 Wo.)AT | CH1 (10 Wo.)CH | Erstveröffentlichung: 9. Juni 2017 Verkäufe: + 100.000                                                             |
| 2018 | Mythos Ersguterjunge (Sony)                                | DE1 Gold · (14 Wo.)DE | AT1 (6 Wo.)AT | CH1 (7 Wo.)CH | Erstveröffentlichung: 28. September 2018 Verkäufe: + 100.000                                                       |
| 2021 | Sonny Black II Ersguterjunge (Sony)                        | DE2 (7 Wo.)DE | AT14 (4 Wo.)AT | CH3 (5 Wo.)CH | Erstveröffentlichung: 17. Dezember 2021                                                                            |
| 2024 | König für immer Ersguterjunge (Sony)                       | DE2 (2 Wo.)DE | AT10 (1 Wo.)AT | CH5 (2 Wo.)CH | Erstveröffentlichung: 31. Mai 2024                                                                                 |

### Kollaboalben
| Jahr | Titel Musiklabel                                | Höchstplatzierung, Gesamtwochen, AuszeichnungChartplatzierungen (Jahr, Titel, Musiklabel, Platzierungen, Wochen, Auszeichnungen, Anmerkungen) | Höchstplatzierung, Gesamtwochen, AuszeichnungChartplatzierungen (Jahr, Titel, Musiklabel, Platzierungen, Wochen, Auszeichnungen, Anmerkungen) | Höchstplatzierung, Gesamtwochen, AuszeichnungChartplatzierungen (Jahr, Titel, Musiklabel, Platzierungen, Wochen, Auszeichnungen, Anmerkungen) | Anmerkungen                                                                         |
| Jahr | Titel Musiklabel                                | DE | AT | CH | Anmerkungen                                                                         |
| ---- | ----------------------------------------------- | --- | --- | --- | ----------------------------------------------------------------------------------- |
| 2002 | Carlo Cokxxx Nutten Aggro Berlin (Aggro Berlin) | — | — | — | Erstveröffentlichung: August 2002 Sonny Black (Bushido) & Frank White (Fler)        |
| 2005 | Carlo Cokxxx Nutten II Ersguterjunge (UMG)      | DE3 (9 Wo.)DE | AT22 (6 Wo.)AT | CH94 (1 Wo.)CH | Erstveröffentlichung: 4. April 2005 Sonny Black (Bushido) & Saad                    |
| 2009 | Carlo Cokxxx Nutten 2 Ersguterjunge (Sony)      | DE3 (6 Wo.)DE | AT5 (5 Wo.)AT | CH9 (7 Wo.)CH | Erstveröffentlichung: 11. September 2009 Sonny Black (Bushido) & Frank White (Fler) |
| 2010 | Berlins Most Wanted Ersguterjunge (Sony)        | DE2 (7 Wo.)DE | AT3 (4 Wo.)AT | CH3 (5 Wo.)CH | Erstveröffentlichung: 22. Oktober 2010 als Berlins Most Wanted                      |
| 2011 | 23 Columbia Records (Sony)                      | DE3 Gold · (16 Wo.)DE | AT3 Gold · (16 Wo.)AT | CH1 (12 Wo.)CH | Erstveröffentlichung: 14. Oktober 2011 mit Sido als 23; Verkäufe: + 110.000         |
| 2015 | Cla$$ic Bushido (Sony)                          | DE1 Gold · (11 Wo.)DE | AT1 Gold · (10 Wo.)AT | CH1 Gold · (10 Wo.)CH | Erstveröffentlichung: 6. November 2015 mit Shindy; Verkäufe: + 117.500              |
| 2019 | Carlo Cokxxx Nutten 4 Ersguterjunge (Sony)      | DE1 (6 Wo.)DE | AT11 (4 Wo.)AT | CH1 (5 Wo.)CH | Erstveröffentlichung: 20. Dezember 2019 mit Animus                                  |

### Livealben
| Jahr | Titel Musiklabel                                                | Höchstplatzierung, Gesamtwochen, AuszeichnungChartplatzierungen (Jahr, Titel, Musiklabel, Platzierungen, Wochen, Auszeichnungen, Anmerkungen) | Höchstplatzierung, Gesamtwochen, AuszeichnungChartplatzierungen (Jahr, Titel, Musiklabel, Platzierungen, Wochen, Auszeichnungen, Anmerkungen) | Höchstplatzierung, Gesamtwochen, AuszeichnungChartplatzierungen (Jahr, Titel, Musiklabel, Platzierungen, Wochen, Auszeichnungen, Anmerkungen) | Anmerkungen                                                      |
| Jahr | Titel Musiklabel                                                | DE | AT | CH | Anmerkungen                                                      |
| ---- | --------------------------------------------------------------- | --- | --- | --- | ---------------------------------------------------------------- |
| 2006 | Deutschland, gib mir ein Mic! Ersguterjunge (UMG)               | DE10 Gold · (16 Wo.)DE | AT37 (3 Wo.)AT | CH68 (3 Wo.)CH | Erstveröffentlichung: 28. April 2006 Verkäufe: + 25.000          |
| 2008 | 7 Live Ersguterjunge (Sony BMG)                                 | DE*DE | AT37 (3 Wo.)AT | CH76 (1 Wo.)CH | Erstveröffentlichung: 15. Februar 2008 * siehe 7                 |
| 2009 | Heavy Metal Payback Live Ersguterjunge (Sony BMG)               | DE*DE | AT47 (5 Wo.)AT | — | Erstveröffentlichung: 9. Januar 2009 * siehe Heavy Metal Payback |
| 2010 | Zeiten ändern dich – Live durch Europa Ersguterjunge (Sony BMG) | DE*DE | — | — | Erstveröffentlichung: 13. August 2010 * siehe Zeiten ändern dich |

### Kompilationen
| Jahr | Titel Musiklabel              | Höchstplatzierung, Gesamtwochen, AuszeichnungChartplatzierungen (Jahr, Titel, Musiklabel, Platzierungen, Wochen, Auszeichnungen, Anmerkungen) | Höchstplatzierung, Gesamtwochen, AuszeichnungChartplatzierungen (Jahr, Titel, Musiklabel, Platzierungen, Wochen, Auszeichnungen, Anmerkungen) | Höchstplatzierung, Gesamtwochen, AuszeichnungChartplatzierungen (Jahr, Titel, Musiklabel, Platzierungen, Wochen, Auszeichnungen, Anmerkungen) | Anmerkungen                            |
| Jahr | Titel Musiklabel              | DE | AT | CH | Anmerkungen                            |
| ---- | ----------------------------- | --- | --- | --- | -------------------------------------- |
| 2007 | Das Beste Ersguterjunge (UMG) | DE27 (4 Wo.)DE | AT30 (8 Wo.)AT | CH68 (1 Wo.)CH | Erstveröffentlichung: 9. November 2007 |

### Soundtracks
| Jahr | Titel Musiklabel                        | Höchstplatzierung, Gesamtwochen, AuszeichnungChartplatzierungen (Jahr, Titel, Musiklabel, Platzierungen, Wochen, Auszeichnungen, Anmerkungen) | Höchstplatzierung, Gesamtwochen, AuszeichnungChartplatzierungen (Jahr, Titel, Musiklabel, Platzierungen, Wochen, Auszeichnungen, Anmerkungen) | Höchstplatzierung, Gesamtwochen, AuszeichnungChartplatzierungen (Jahr, Titel, Musiklabel, Platzierungen, Wochen, Auszeichnungen, Anmerkungen) | Anmerkungen                                                |
| Jahr | Titel Musiklabel                        | DE | AT | CH | Anmerkungen                                                |
| ---- | --------------------------------------- | --- | --- | --- | ---------------------------------------------------------- |
| 2010 | Zeiten ändern dich Ersguterjunge (Sony) | DE2 Gold · (24 Wo.)DE | AT1 Gold · (12 Wo.)AT | CH3 (12 Wo.)CH | Erstveröffentlichung: 19. Februar 2010 Verkäufe: + 110.000 |

### EPs
| Jahr | Titel Musiklabel                          | Höchstplatzierung, Gesamtwochen, AuszeichnungChartplatzierungen (Jahr, Titel, Musiklabel, Platzierungen, Wochen, Auszeichnungen, Anmerkungen) | Höchstplatzierung, Gesamtwochen, AuszeichnungChartplatzierungen (Jahr, Titel, Musiklabel, Platzierungen, Wochen, Auszeichnungen, Anmerkungen) | Höchstplatzierung, Gesamtwochen, AuszeichnungChartplatzierungen (Jahr, Titel, Musiklabel, Platzierungen, Wochen, Auszeichnungen, Anmerkungen) | Anmerkungen                          |
| Jahr | Titel Musiklabel                          | DE | AT | CH | Anmerkungen                          |
| ---- | ----------------------------------------- | --- | --- | --- | ------------------------------------ |
| 2025 | König für immer - EP Ersguterjunge (Sony) | — | — | CH34 (… Wo.)CH | Erstveröffentlichung: 1. August 2025 |

## Singles

### Als Leadmusiker

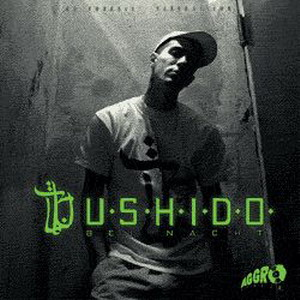
Cover der Single Bei Nacht

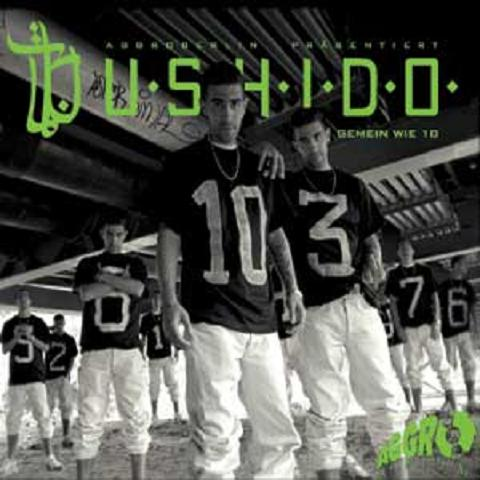
Cover der Single Gemein wie 10

| Jahr | Titel Album                                             | Höchstplatzierung, Gesamtwochen, AuszeichnungChartplatzierungen (Jahr, Titel, Album, Platzierungen, Wochen, Auszeichnungen, Anmerkungen) | Höchstplatzierung, Gesamtwochen, AuszeichnungChartplatzierungen (Jahr, Titel, Album, Platzierungen, Wochen, Auszeichnungen, Anmerkungen) | Höchstplatzierung, Gesamtwochen, AuszeichnungChartplatzierungen (Jahr, Titel, Album, Platzierungen, Wochen, Auszeichnungen, Anmerkungen) | Anmerkungen                                                                            |
| Jahr | Titel Album                                             | DE | AT | CH | Anmerkungen                                                                            |
| --- | ------------------------------------------------------- | --- | --- | --- | -------------------------------------------------------------------------------------- |
| 2003 | Bei Nacht Vom Bordstein bis zur Skyline                 | — | — | — | Erstveröffentlichung: 26. Mai 2003                                                     |
| 2003 | Gemein wie 10 Vom Bordstein bis zur Skyline             | — | — | — | Erstveröffentlichung: 10. November 2003                                                |
| 2004 | Electro Ghetto                                          | DE31 (9 Wo.)DE | — | — | Erstveröffentlichung: 25. Oktober 2004                                                 |
| 2004 | Nie wieder Electro Ghetto                               | DE53 (9 Wo.)DE | — | — | Erstveröffentlichung: 6. Dezember 2004                                                 |
| 2005 | Hoffnung stirbt zuletzt Electro Ghetto                  | DE29 (9 Wo.)DE | — | — | Erstveröffentlichung: 7. Februar 2005 feat. Cassandra Steen                            |
| 2005 | Nie ein Rapper Carlo Cokxxx Nutten II                   | DE24 (9 Wo.)DE | — | — | Erstveröffentlichung: 4. April 2005 mit Baba Saad                                      |
| 2005 | Endgegner/Staatsfeind Nr. 1 Staatsfeind Nr. 1           | DE13 (13 Wo.)DE | AT48 (5 Wo.)AT | — | Erstveröffentlichung: 21. Oktober 2005                                                 |
| 2005 | Augenblick Staatsfeind Nr. 1                            | DE17 (11 Wo.)DE | AT42 (8 Wo.)AT | — | Erstveröffentlichung: 30. Dezember 2005                                                |
| 2006 | Von der Skyline zum Bordstein zurück                    | DE14 (9 Wo.)DE | AT34 (12 Wo.)AT | — | Erstveröffentlichung: 25. August 2006                                                  |
| 2006 | Sonnenbank Flavour Von der Skyline zum Bordstein zurück | DE15 (13 Wo.)DE | AT25 (11 Wo.)AT | — | Erstveröffentlichung: 27. Oktober 2006                                                 |
| 2006 | Vendetta Ersguterjunge Sampler 2                        | DE32 (9 Wo.)DE | AT53 (7 Wo.)AT | — | Erstveröffentlichung: 24. November 2006 mit Chakuza & Eko Fresh                        |
| 2007 | Janine Von der Skyline zum Bordstein zurück             | DE23 (9 Wo.)DE | AT35 (7 Wo.)AT | — | Erstveröffentlichung: 9. Februar 2007                                                  |
| 2007 | Alles verloren 7                                        | DE4 Gold · (14 Wo.)DE | AT3 (20 Wo.)AT | CH22 (11 Wo.)CH | Erstveröffentlichung: 17. August 2007 Verkäufe: + 150.000                              |
| 2007 | Reich mir nicht deine Hand 7                            | DE23 (9 Wo.)DE | AT28 (10 Wo.)AT | — | Erstveröffentlichung: 16. November 2007                                                |
| 2007 | Alles Gute kommt von unten Ersguterjunge Sampler 3      | DE57 (9 Wo.)DE | AT68 (2 Wo.)AT | — | Erstveröffentlichung: 7. Dezember 2007 mit Chakuza & Kay One                           |
| 2008 | Für immer jung Heavy Metal Payback                      | DE5 Platin · (24 Wo.)DE | AT15 Gold · (23 Wo.)AT | CH70 (7 Wo.)CH | Erstveröffentlichung: 7. Februar 2008 Verkäufe: + 315.000; mit Karel Gott              |
| 2008 | Ching Ching Heavy Metal Payback                         | DE9 (9 Wo.)DE | AT16 (8 Wo.)AT | CH54 (4 Wo.)CH | Erstveröffentlichung: 26. September 2008                                               |
| 2009 | Kennst du die Stars Heavy Metal Payback                 | DE44 (4 Wo.)DE | — | — | Erstveröffentlichung: 24. April 2009 mit Oliver Pocher                                 |
| 2009 | Eine Chance/Zu Gangsta Carlo Cokxxx Nutten 2            | DE26 (7 Wo.)DE | AT36 (3 Wo.)AT | — | Erstveröffentlichung: 28. August 2009                                                  |
| 2010 | Alles wird gut Zeiten ändern dich                       | DE10 Platin · (10 Wo.)DE | AT12 (10 Wo.)AT | CH20 (5 Wo.)CH | Erstveröffentlichung: 5. Februar 2010 Verkäufe: + 300.000                              |
| 2010 | Zeiten ändern dich Zeiten ändern Dich                   | — | — | CH63 (1 Wo.)CH | Erstveröffentlichung: 19. Februar 2010                                                 |
| 2010 | Fackeln im Wind –                                       | DE6 (10 Wo.)DE | AT52 (1 Wo.)AT | — | Erstveröffentlichung: 11. Juni 2010 offizieller WM-Mannschaftssong 2010; feat. Kay One |
| 2010 | Berlins Most Wanted                                     | DE31 (3 Wo.)DE | AT57 (2 Wo.)AT | — | Erstveröffentlichung: 8. Oktober 2010 mit Fler & Kay One                               |
| 2011 | Vergiss mich Jenseits von Gut und Böse                  | DE19 (7 Wo.)DE | AT26 (6 Wo.)AT | CH34 (2 Wo.)CH | Erstveröffentlichung: 22. April 2011 feat. J-Luv                                       |
| 2011 | Wie ein Löwe Jenseits von Gut und Böse                  | — | AT31 (1 Wo.)AT | — | Erstveröffentlichung: 29. April 2011                                                   |
| 2011 | Das ist Business Jenseits von Gut und Böse              | — | AT60 (1 Wo.)AT | — | Erstveröffentlichung: 6. Mai 2011 feat. Kay One                                        |
| 2011 | Wärst du immer noch hier? Jenseits von Gut und Böse     | DE44 (2 Wo.)DE | AT48 (2 Wo.)AT | CH68 (1 Wo.)CH | Erstveröffentlichung: 3. Juni 2011                                                     |
| 2011 | So mach ich es 23                                       | DE23 (4 Wo.)DE | AT32 (7 Wo.)AT | CH37 (2 Wo.)CH | Erstveröffentlichung: 30. September 2011 mit Sido als 23                               |
| 2011 | Erwachsen sein 23                                       | DE29 (8 Wo.)DE | AT29 (6 Wo.)AT | — | Erstveröffentlichung: 9. Dezember 2011 mit Sido als 23 feat. Peter Maffay              |
| 2012 | Kleine Bushidos AMYF                                    | DE45 (1 Wo.)DE | AT46 (1 Wo.)AT | CH52 (1 Wo.)CH | Erstveröffentlichung: 5. Oktober 2012                                                  |
| 2013 | Panamera Flow AMYF                                      | DE51 Gold · (1 Wo.)DE | AT51 (1 Wo.)AT | — | Erstveröffentlichung: 15. März 2013 Verkäufe: + 150.000; mit Shindy                    |
| 2014 | Gangsta Rap Kings Sonny Black                           | DE45 (1 Wo.)DE | AT74 (1 Wo.)AT | — | Erstveröffentlichung: 24. Januar 2014 feat. Kollegah & Farid Bang                      |
| 2015 | Brot brechen Cla$$ic                                    | DE87 (1 Wo.)DE | — | — | Erstveröffentlichung: 21. Oktober 2015 mit Shindy                                      |
| 2015 | G$D Cla$$ic                                             | DE93 (1 Wo.)DE | — | — | Erstveröffentlichung: 29. Oktober 2015 mit Shindy                                      |
| 2015 | Cla$$ic                                                 | DE62 (1 Wo.)DE | AT58 (1 Wo.)AT | CH75 (1 Wo.)CH | Erstveröffentlichung: 4. November 2015 mit Shindy                                      |
| 2017 | Gehen wir rein Black Friday                             | DE65 (2 Wo.)DE | — | — | Erstveröffentlichung: 7. April 2017 feat. M.O.030                                      |
| 2017 | Sodom und Gomorrha Black Friday                         | DE20 (6 Wo.)DE | AT37 (3 Wo.)AT | CH42 (2 Wo.)CH | Erstveröffentlichung: 19. Mai 2017                                                     |
| 2017 | Papa Black Friday                                       | DE17 Gold · (7 Wo.)DE | AT26 (5 Wo.)AT | CH25 (3 Wo.)CH | Erstveröffentlichung: 26. Mai 2017 Verkäufe: + 200.000                                 |
| 2017 | Fallout Black Friday                                    | DE69 (1 Wo.)DE | — | — | Erstveröffentlichung: 2. Juni 2017                                                     |
| 2018 | Hades Mythos                                            | DE8 (7 Wo.)DE | AT9 (2 Wo.)AT | CH8 (2 Wo.)CH | Erstveröffentlichung: 14. Juni 2018 feat. Samra                                        |
| 2018 | Für euch alle Mythos                                    | DE1 Gold · (15 Wo.)DE | AT1 (12 Wo.)AT | CH2 (8 Wo.)CH | Erstveröffentlichung: 6. Juli 2018 Verkäufe: + 200.000; feat. Samra & Capital Bra      |
| 2018 | Mythos                                                  | DE18 (3 Wo.)DE | AT27 (1 Wo.)AT | CH22 (1 Wo.)CH | Erstveröffentlichung: 20. Juli 2018                                                    |
| 2018 | Mephisto Mythos                                         | DE7 (3 Wo.)DE | AT11 (3 Wo.)AT | CH8 (2 Wo.)CH | Erstveröffentlichung: 14. September 2018                                               |
| 2019 | Ronin Carlo Cokxxx Nutten 4                             | DE5 (4 Wo.)DE | AT4 (3 Wo.)AT | CH4 (3 Wo.)CH | Erstveröffentlichung: 20. September 2019 mit Animus                                    |
| 2019 | Lichter der Stadt Carlo Cokxxx Nutten 4                 | DE12 (2 Wo.)DE | AT21 (1 Wo.)AT | CH13 (2 Wo.)CH | Erstveröffentlichung: 25. Oktober 2019 mit Animus                                      |
| 2019 | Renegade Carlo Cokxxx Nutten 4                          | DE28 (1 Wo.)DE | AT46 (1 Wo.)AT | CH38 (1 Wo.)CH | Erstveröffentlichung: 22. November 2019 mit Animus                                     |
| 2020 | Blei –                                                  | — | — | — | Erstveröffentlichung: 29. Mai 2020                                                     |
| 2020 | Erster Schnee –                                         | — | — | — | Erstveröffentlichung: 4. Dezember 2020                                                 |
| 2021 | King Sonny Black König für immer                        | DE36 (1 Wo.)DE | — | CH54 (1 Wo.)CH | Erstveröffentlichung: 2. Juli 2021                                                     |
| 2021 | Giftgrünes B Sonny Black II                             | DE46 (1 Wo.)DE | — | CH46 (1 Wo.)CH | Erstveröffentlichung: 19. November 2021                                                |
| 2021 | Familie Sonny Black II                                  | DE60 (1 Wo.)DE | — | CH75 (1 Wo.)CH | Erstveröffentlichung: 26. November 2021 feat. Aaliyah                                  |
| 2021 | H.M.P.2 Sonny Black II                                  | DE72 (1 Wo.)DE | — | CH81 (1 Wo.)CH | Erstveröffentlichung: 3. Dezember 2021 feat. Saad & Animus                             |
| 2021 | 90er Berlin Sonny Black II                              | DE71 (1 Wo.)DE | — | CH69 (1 Wo.)CH | Erstveröffentlichung: 10. Dezember 2021                                                |
| 2022 | Jupiterring –                                           | DE— bDE | — | — | Erstveröffentlichung: 21. Oktober 2022                                                 |
| 2023 | Dark Knight König für immer                             | DE8 (2 Wo.)DE | AT8 (2 Wo.)AT | CH2 (2 Wo.)CH | Erstveröffentlichung: 1. September 2023                                                |
| 2024 | Burj Khalifa König für immer                            | DE86 (1 Wo.)DE | — | — | Erstveröffentlichung: 26. April 2024                                                   |
| 2024 | Herrschaft König für immer                              | — | — | — | Erstveröffentlichung: 17. Mai 2024                                                     |
| Folgende Lieder erschienen nicht als Single, wurden aber durch das Album zum Download und Streaming bereitgestellt und konnten somit eine Platzierung erlangen: |                                                         | | | |                                                                                        |
| |                                                         | | | |                                                                                        |
| 2012 | Lass mich allein AMYF                                   | DE61 (1 Wo.)DE | AT52 (1 Wo.)AT | CH34 (1 Wo.)CH | Charteinstieg: 26. Oktober 2012                                                        |
| 2014 | Fotzen Sonny Black                                      | DE56 (1 Wo.)DE | AT63 (1 Wo.)AT | CH57 (1 Wo.)CH | Charteinstieg: 28. Februar 2014                                                        |
| 2014 | Jeder meiner Freunde Sonny Black                        | DE58 (1 Wo.)DE | AT70 (1 Wo.)AT | CH73 (1 Wo.)CH | Charteinstieg: 28. Februar 2014                                                        |
| 2014 | Mitten in der Nacht Sonny Black                         | DE64 (1 Wo.)DE | — | — | Charteinstieg: 28. Februar 2014                                                        |
| 2014 | AMG Sonny Black                                         | DE83 (1 Wo.)DE | — | — | Charteinstieg: 28. Februar 2014 feat. Shindy                                           |
| 2014 | Nie ein Rapper II Sonny Black                           | DE81 (1 Wo.)DE | — | CH68 (1 Wo.)CH | Charteinstieg: 28. Februar 2014                                                        |
| 2015 | Butterfly Effect Carlo Cokxxx Nutten 3                  | DE43 (3 Wo.)DE | AT51 (1 Wo.)AT | — | Charteinstieg: 27. Februar 2015                                                        |
| 2015 | POV Carlo Cokxxx Nutten 3                               | DE53 (1 Wo.)DE | AT73 (1 Wo.)AT | — | Charteinstieg: 27. Februar 2015                                                        |
| 2015 | Immer noch 2015 Carlo Cokxxx Nutten 3                   | DE54 (2 Wo.)DE | AT63 (1 Wo.)AT | — | Charteinstieg: 27. Februar 2015                                                        |
| 2015 | Junge Carlo Cokxxx Nutten 3                             | DE55 (1 Wo.)DE | — | — | Charteinstieg: 27. Februar 2015                                                        |
| 2015 | Tempelhofer Junge Carlo Cokxxx Nutten 3                 | DE56 (1 Wo.)DE | AT68 (1 Wo.)AT | — | Charteinstieg: 27. Februar 2015                                                        |
| 2015 | Kommt Zeit kommt Rat Carlo Cokxxx Nutten 3              | DE63 (1 Wo.)DE | — | — | Charteinstieg: 27. Februar 2015                                                        |
| 2015 | Sonny und die Gang Carlo Cokxxx Nutten 3                | DE67 (1 Wo.)DE | AT74 (1 Wo.)AT | — | Charteinstieg: 27. Februar 2015                                                        |
| 2015 | Wenn der Beat nicht mehr läuft Carlo Cokxxx Nutten 3    | DE68 (1 Wo.)DE | — | — | Charteinstieg: 27. Februar 2015                                                        |
| 2015 | Gangsta Gangsta Carlo Cokxxx Nutten 3                   | DE72 (1 Wo.)DE | — | — | Charteinstieg: 27. Februar 2015                                                        |
| 2015 | Schluss mit Gerede Carlo Cokxxx Nutten 3                | DE77 (1 Wo.)DE | — | — | Charteinstieg: 27. Februar 2015                                                        |
| 2015 | Lila Scheine lügen nicht Carlo Cokxxx Nutten 3          | DE85 (1 Wo.)DE | — | — | Charteinstieg: 27. Februar 2015                                                        |
| 2015 | Ich muss gucken wo ich bleib Carlo Cokxxx Nutten 3      | DE97 (1 Wo.)DE | — | — | Charteinstieg: 27. Februar 2015                                                        |
| 2017 | Black Friday                                            | DE28 (2 Wo.)DE | AT43 (1 Wo.)AT | CH26 (1 Wo.)CH | Charteinstieg: 16. Juni 2017                                                           |
| 2017 | Moonwalk Black Friday                                   | DE34 (2 Wo.)DE | AT51 (1 Wo.)AT | — | Charteinstieg: 16. Juni 2017 feat. Shindy                                              |
| 2017 | Echte Berliner Black Friday                             | DE40 (2 Wo.)DE | AT67 (1 Wo.)AT | — | Charteinstieg: 16. Juni 2017 feat. AK Ausserkontrolle                                  |
| 2017 | Oma Lise Black Friday                                   | DE42 (1 Wo.)DE | AT52 (1 Wo.)AT | CH33 (1 Wo.)CH | Charteinstieg: 16. Juni 2017                                                           |
| 2017 | CCNDNA Black Friday                                     | DE43 (1 Wo.)DE | AT54 (1 Wo.)AT | CH31 (1 Wo.)CH | Charteinstieg: 16. Juni 2017 feat. Fler                                                |
| 2017 | Geschlossene Gesellschaft Black Friday                  | DE56 (1 Wo.)DE | — | — | Charteinstieg: 16. Juni 2017                                                           |
| 2017 | Switch Stance Black Friday                              | DE61 (1 Wo.)DE | — | — | Charteinstieg: 16. Juni 2017 feat. Laas Unltd.                                         |
| 2017 | So lange Black Friday                                   | DE63 (1 Wo.)DE | — | — | Charteinstieg: 16. Juni 2017                                                           |
| 2017 | Ground Zero Black Friday                                | DE71 (1 Wo.)DE | — | — | Charteinstieg: 16. Juni 2017                                                           |
| 2017 | Angst Black Friday                                      | DE73 (1 Wo.)DE | — | — | Charteinstieg: 16. Juni 2017 feat. Ali Bumaye                                          |
| 2018 | Inshallah Mythos                                        | DE3 (7 Wo.)DE | AT3 (6 Wo.)AT | CH2 (5 Wo.)CH | Charteinstieg: 5. Oktober 2018 feat. Capital Bra                                       |
| 2018 | Stiche Mythos                                           | DE45 (1 Wo.)DE | AT49 (1 Wo.)AT | CH35 (1 Wo.)CH | Charteinstieg: 5. Oktober 2018                                                         |
| 2018 | Zeit Mythos                                             | DE65 (1 Wo.)DE | AT66 (1 Wo.)AT | — | Charteinstieg: 5. Oktober 2018                                                         |
| 2018 | Das Leben Mythos                                        | DE68 (1 Wo.)DE | AT61 (1 Wo.)AT | CH38 (1 Wo.)CH | Charteinstieg: 5. Oktober 2018                                                         |
| 2018 | Hyänen Mythos                                           | DE70 (1 Wo.)DE | AT60 (1 Wo.)AT | — | Charteinstieg: 5. Oktober 2018                                                         |
| 2018 | Est. 1998 Mythos                                        | DE71 (1 Wo.)DE | AT71 (1 Wo.)AT | — | Charteinstieg: 5. Oktober 2018                                                         |
| 2018 | Geigenkoffer Mythos                                     | DE74 (1 Wo.)DE | — | — | Charteinstieg: 5. Oktober 2018                                                         |
| 2018 | Graues Haar Mythos                                      | DE81 (1 Wo.)DE | — | — | Charteinstieg: 5. Oktober 2018                                                         |
| 2018 | Unsterblichkeit Mythos                                  | DE95 (1 Wo.)DE | — | — | Charteinstieg: 5. Oktober 2018 feat. Akon                                              |
| 2018 | Kein Ende Mythos                                        | DE100 (1 Wo.)DE | — | — | Charteinstieg: 5. Oktober 2018                                                         |
| 2021 | Nie ein Rapper 3 Sonny Black II                         | DE— cDE | — | — | Charteinstieg: 24. Dezember 2021 feat. Saad                                            |
| 2021 | Narben Sonny Black II                                   | — | — | CH67 (1 Wo.)CH | Charteinstieg: 26. Dezember 2021                                                       |

### Als Gastmusiker
| Jahr | Titel Album                               | Höchstplatzierung, Gesamtwochen, AuszeichnungChartplatzierungen (Jahr, Titel, Album, Platzierungen, Wochen, Auszeichnungen, Anmerkungen) | Höchstplatzierung, Gesamtwochen, AuszeichnungChartplatzierungen (Jahr, Titel, Album, Platzierungen, Wochen, Auszeichnungen, Anmerkungen) | Höchstplatzierung, Gesamtwochen, AuszeichnungChartplatzierungen (Jahr, Titel, Album, Platzierungen, Wochen, Auszeichnungen, Anmerkungen) | Anmerkungen                                                                          |
| Jahr | Titel Album                               | DE | AT | CH | Anmerkungen                                                                          |
| --- | ----------------------------------------- | --- | --- | --- | ------------------------------------------------------------------------------------ |
| 2005 | Worldwide –                               | DE49 (8 Wo.)DE | — | — | Erstveröffentlichung: 14. Oktober 2005 Strapt feat. Bushido                          |
| 2006 | Gheddo Hart(z) IV                         | DE15 (16 Wo.)DE | AT40 (9 Wo.)AT | — | Erstveröffentlichung: 2. Juni 2006 Eko Fresh feat. Bushido                           |
| 2007 | Eure Kinder City Cobra                    | DE25 (13 Wo.)DE | AT51 (4 Wo.)AT | — | Erstveröffentlichung: 23. Februar 2007 Chakuza feat. Bushido                         |
| 2007 | Ring Frei Ekaveli                         | DE64 (6 Wo.)DE | — | — | Erstveröffentlichung: 23. November 2007 Eko Fresh feat. Bushido                      |
| 2008 | Regen Saadcore                            | DE67 (8 Wo.)DE | — | — | Erstveröffentlichung: 21. März 2008 Saad feat. Bushido                               |
| 2008 | Unter der Sonne                           | DE38 (9 Wo.)DE | AT54 (7 Wo.)AT | — | Erstveröffentlichung: 16. Mai 2008 Chakuza feat. Bushido                             |
| 2010 | Das alles ist Deutschland Flersguterjunge | DE28 (5 Wo.)DE | — | — | Erstveröffentlichung: 4. Juni 2010 Fler feat. Bushido; Refrain: Sebastian Krumbiegel |
| 2012 | Diese Zwei Ek to the Roots                | DE35 (2 Wo.)DE | AT53 (1 Wo.)AT | CH46 (1 Wo.)CH | Erstveröffentlichung: 31. August 2012 Eko Fresh feat. Bushido                        |
| 2013 | Stress ohne Grund NWA                     | DE19 (1 Wo.)DE | AT21 (2 Wo.)AT | CH45 (1 Wo.)CH | Erstveröffentlichung: 12. Juli 2013 Shindy feat. Bushido                             |
| 2014 | Sterne FVCKB!TCHE$GETMONE¥                | DE40 Gold · (1 Wo.)DE | AT42 (1 Wo.)AT | — | Erstveröffentlichung: 8. Oktober 2014 Verkäufe: + 200.000; Shindy feat. Bushido      |
| 2016 | Statements Dreams                         | DE67 (1 Wo.)DE | AT63 (1 Wo.)AT | CH83 (1 Wo.)CH | Erstveröffentlichung: 10. November 2016 Shindy feat. Bushido                         |
| 2020 | 2003 Bratans aus Favelas 2                | DE24 (2 Wo.)DE | AT36 (1 Wo.)AT | CH39 (1 Wo.)CH | Erstveröffentlichung: 3. Juli 2020 Juri feat. Bushido                                |
| 2021 | E.G.J. Beastmode 4 – Kamikaze Samurai     | DE34 (1 Wo.)DE | AT49 (1 Wo.)AT | CH36 (1 Wo.)CH | Erstveröffentlichung: 5. Februar 2021 Animus feat. Bushido & Saad                    |
| 2021 | Mr. IDGAF –                               | DE— dDE | — | — | Erstveröffentlichung: 12. Februar 2021 Smokey feat. Bushido                          |
| Folgende Lieder erschienen nicht als Single, wurden aber durch das Album zum Download und Streaming bereitgestellt und konnten somit eine Platzierung erlangen: |                                           | | | |                                                                                      |
| |                                           | | | |                                                                                      |
| 2013 | Immer Immer mehr NWA                      | — | AT62 (1 Wo.)AT | — | Charteinstieg: 26. Juli 2013 Shindy feat. Bushido & Sido                             |
| 2013 | Springfield NWA                           | DE88 (1 Wo.)DE | — | — | Charteinstieg: 26. Juli 2013 Shindy feat. Bushido                                    |
| 2013 | Stress mit Grund NWA 2.0                  | DE21 (1 Wo.)DE | AT27 (1 Wo.)AT | CH45 (1 Wo.)CH | Charteinstieg: 16. August 2013 Shindy feat. Bushido & Haftbefehl                     |
| 2013 | Springfield 2.0 NWA 2.0                   | DE37 (1 Wo.)DE | AT42 (1 Wo.)AT | CH49 (1 Wo.)CH | Charteinstieg: 16. August 2013 Shindy feat. Bushido                                  |
| 2014 | Goodfellas Killa                          | DE54 (1 Wo.)DE | AT62 (1 Wo.)AT | CH53 (1 Wo.)CH | Charteinstieg: 28. März 2014 Farid Bang feat. Bushido                                |
| 2016 | Kimbo Slice Rumble in the Jungle          | DE76 (1 Wo.)DE | — | — | Charteinstieg: 10. Juni 2017 Ali Bumaye feat. Bushido & Shindy                       |
| 2016 | Best Friends Rumble in the Jungle         | DE97 (1 Wo.)DE | — | — | Charteinstieg: 10. Juni 2017 Ali Bumaye feat. Bushido                                |
| 2016 | Art of War Dreams                         | — | — | CH98 (1 Wo.)CH | Charteinstieg: 20. November 2014 Shindy feat. Bushido                                |
| 2018 | Maybach Allein                            | DE16 (3 Wo.)DE | — | CH16 (2 Wo.)CH | Charteinstieg: 9. November 2018 Capital Bra feat. Bushido                            |

## Videoalben
| Jahr | Titel                                  | Höchstplatzierung, Gesamtwochen, AuszeichnungChartplatzierungen (Jahr, Titel, Platzierungen, Wochen, Auszeichnungen, Anmerkungen) | Höchstplatzierung, Gesamtwochen, AuszeichnungChartplatzierungen (Jahr, Titel, Platzierungen, Wochen, Auszeichnungen, Anmerkungen) | Höchstplatzierung, Gesamtwochen, AuszeichnungChartplatzierungen (Jahr, Titel, Platzierungen, Wochen, Auszeichnungen, Anmerkungen) | Anmerkungen                                                      |
| Jahr | Titel                                  | DE | AT | CH | Anmerkungen                                                      |
| ---- | -------------------------------------- | --- | --- | --- | ---------------------------------------------------------------- |
| 2008 | 7 Live                                 | DE*DE | — | CH10 (1 Wo.)CH | Erstveröffentlichung: 15. Februar 2008 * siehe 7                 |
| 2009 | Heavy Metal Payback Live               | DE*DE | — | CH3 (2 Wo.)CH | Erstveröffentlichung: 9. Januar 2009 * siehe Heavy Metal Payback |
| 2010 | Zeiten ändern dich – Live durch Europa | DE*DE | AT3 (3 Wo.)AT | CH5 (2 Wo.)CH | Erstveröffentlichung: 13. August 2010 * siehe Zeiten ändern dich |

## Musikvideos
| Jahr | Titel                                | Interpret | Regie                                                                            | Anmerkungen                                              |
| ---- | ------------------------------------ | --- | -------------------------------------------------------------------------------- | -------------------------------------------------------- |
| 2002 | Aggro Ansage Teil 2                  | Bushido, B-Tight & Sido | Specter Berlin                                                                   |                                                          |
| 2003 | Electrofaust / Bei Nacht             | Bushido | Specter Berlin                                                                   |                                                          |
| 2004 | Electro Ghetto                       | Bushido | Hinrich Pflug Produktion: Katapult Filmproduktion                                |                                                          |
| 2004 | Nie wieder                           | Bushido | Hinrich Pflug Produktion: Katapult Filmproduktion                                |                                                          |
| 2005 | Worldwide                            | Strapt feat. Bushido | Bernd Possardt Produktion: Hawino Records, LLC                                   |                                                          |
| 2005 | Hoffnung stirbt zuletzt              | Bushido feat. Cassandra Steen | Hinrich Pflug Produktion: Katapult Filmproduktion                                |                                                          |
| 2005 | Nie ein Rapper                       | Bushido feat. Saad | Hinrich Pflug Produktion: Katapult Filmproduktion                                |                                                          |
| 2005 | Endgegner                            | Bushido | Hinrich Pflug Produktion: Katapult Filmproduktion                                |                                                          |
| 2005 | Nemesis                              | Bushido, Eko Fresh, Chakuza, D-Bo, Billy und DJ Stickle | Hinrich Pflug Produktion: Katapult Filmproduktion                                |                                                          |
| 2006 | Augenblick                           | Bushido | Hinrich Pflug Produktion: Katapult Filmproduktion                                |                                                          |
| 2006 | Gheddo                               | Eko Fresh feat. Bushido | Hinrich Pflug Produktion: Katapult Filmproduktion                                |                                                          |
| 2006 | Von der Skyline zum Bordstein zurück | Bushido | Hinrich Pflug Produktion: Katapult Filmproduktion                                |                                                          |
| 2006 | Sonnenbank Flavour                   | Bushido | Hinrich Pflug Produktion: Katapult Filmproduktion                                | Nominiert: Echo 2006: Bestes Video                       |
| 2006 | Vendetta                             | Bushido, Chakuza, Eko Fresh | Hinrich Pflug Produktion: Katapult Filmproduktion                                |                                                          |
| 2007 | Geben & nehmen                       | Nyze feat. Bushido & Chakuza | Hinrich Pflug Produktion: Katapult Filmproduktion                                |                                                          |
| 2007 | Janine                               | Bushido | Hinrich Pflug Produktion: Katapult Filmproduktion                                |                                                          |
| 2007 | Ring frei                            | Eko Fresh feat. Bushido | Martin Schmitt Produktion: Katapult Filmproduktion                               |                                                          |
| 2007 | Eure Kinder                          | Chakuza feat. Bushido | Hinrich Pflug Produktion: Katapult Filmproduktion                                |                                                          |
| 2007 | Alles verloren                       | Bushido | Hinrich Pflug Produktion: Katapult Filmproduktion                                |                                                          |
| 2007 | Reich mir nicht deine Hand           | Bushido | Hinrich Pflug Produktion: Katapult Filmproduktion                                |                                                          |
| 2007 | Alles Gute kommt von unten           | Bushido, Chakuza, Kay One | Hinrich Pflug, Martin Schmitt, Daniel Lwoski Produktion: Katapult Filmproduktion |                                                          |
| 2008 | Unter der Sonne                      | Chakuza feat. Bushido | Anis Salah Produktion: Tonyfilm Studios                                          |                                                          |
| 2008 | Regen                                | Saad feat. Bushido | Hinrich Pflug                                                                    |                                                          |
| 2008 | Ching Ching                          | Bushido | Roman Peritz, Siro Micheroli Produktion: Combo Entertainment                     | Nominiert: EDI 2009 – Kategorie: Television – Musikclips |
| 2008 | Für immer jung                       | Bushido feat. Karel Gott | Bernd Katzmarczyk Produktion: GrandHôtelPictures                                 |                                                          |
| 2009 | Kennst du die Stars?                 | Bushido feat. Oliver Pocher | Bernd Katzmarczyk                                                                |                                                          |
| 2009 | Ein letztes Mal                      | Nyze feat. Bushido | Tarek Ehlail Produktion: Sabotakt Film                                           |                                                          |
| 2009 | Eine Chance/Zu Gangsta               | Sonny Black & Frank White | Hinrich Pflug Produktion: Katapult Filmproduktion                                |                                                          |
| 2010 | Alles wird gut                       | Bushido | Hinrich Pflug Produktion: Katapult Filmproduktion                                |                                                          |
| 2010 | Style & das Geld                     | Kay One feat. Sonny Black | Murat Aslan                                                                      |                                                          |
| 2010 | Das alles ist Deutschland            | Fler feat. Bushido | Jarek Duda                                                                       |                                                          |
| 2010 | Mit dem BWM/Flersguterjunge          | Fler feat. Bushido |                                                                                  |                                                          |
| 2010 | Zeiten ändern dich                   | Bushido |                                                                                  |                                                          |
| 2010 | Berlins Most Wanted                  | Berlins Most Wanted | Chris Macari                                                                     |                                                          |
| 2010 | Weg eines Kriegers                   | Berlins Most Wanted | Chris Macari Produktion: Ersguterjunge                                           |                                                          |
| 2010 | Für immer jung                       | Bushido feat. Karel Gott | Bernd Katzmarczyk Produktion: GrandHôtelPictures                                 | Überarbeitete Version                                    |
| 2011 | Vergiss mich                         | Bushido feat. J-Luv | Jarek Duda Executive Producer: Bushido                                           |                                                          |
| 2011 | Wärst du immer noch hier?            | Bushido | Jarek Duda Produktion: Itsabird                                                  |                                                          |
| 2011 | 23 Intro                             | 23 (Sido & Bushido) |                                                                                  |                                                          |
| 2011 | So mach ich es                       | 23 (Sido & Bushido) | Specter Berlin Produktion: doity Produktion                                      | Echo 2012: Bestes Video (national)                       |
| 2011 | Erwachsen Sein                       | 23 (Sido & Bushido) feat. Peter Maffay | Specter Berlin Produktion: doity Produktion                                      |                                                          |
| 2012 | Diese Zwei                           | Eko Fresh feat. Bushido | Daniel Zlotin Produktion: Streetcinema                                           |                                                          |
| 2012 | AMYF Intro                           | Bushido | Adolfo Kolmerer Produktion: Loptofilm                                            |                                                          |
| 2012 | Kleine Bushidos                      | Bushido | Adolfo Kolmerer Produktion: Loptofilm                                            | nominiert Echo 2013: Bestes Video (national)             |
| 2012 | Theorie & Praxis                     | Bushido feat. JokA | Nassim Benallegue Produktion: Glueckskind                                        |                                                          |
| 2013 | Panamera Flow                        | Bushido feat. Shindy |                                                                                  |                                                          |
| 2013 | Stress ohne Grund                    | Shindy feat. Bushido | Produktion: Bugi                                                                 |                                                          |
| 2013 | 30-11-80                             | Sido feat. Eko Fresh, Lakmann, Nazar, Laas Unltd., Frauenarzt, Manny Marc, Bushido, BK, Olli Banjo, Tarek, Smudo, Erick Sermon, MoTrip, Moses Pelham, Bass Sultan Hengzt, Afrob, Dokter Renz & B-Tight |                                                                                  |                                                          |
| 2013 | Leben und Tod des Kenneth Glöckler   | Bushido | Daniel Zlotin Produktion: Streetcinema                                           | Kay One-Diss                                             |
| 2013 | Mitten in der Nacht                  | Bushido | Daniel Zlotin Produktion: Streetcinema                                           |                                                          |
| 2014 | Gangsta Rap Kings                    | Bushido feat. Kollegah & Farid Bang | Daniel Zlotin Produktion: Streetcinema                                           |                                                          |
| 2014 | Jeder meiner Freunde                 | Bushido | Daniel Zlotin Produktion: Streetcinema                                           |                                                          |
| 2014 | Sterne                               | Shindy feat. Bushido | Daniel Zlotin Produktion: Streetcinema                                           |                                                          |
| 2015 | BLN                                  | Ali Bumaye feat. Bushido | Tashin Özkan Produktion: TMovies65                                               |                                                          |
| 2015 | Brot brechen                         | Bushido & Shindy | Daniel Zlotin Produktion: Streetcinema                                           |                                                          |
| 2015 | G$D                                  | Bushido & Shindy | Tashin Özkan                                                                     |                                                          |
| 2015 | Cla$$ic                              | Bushido & Shindy |                                                                                  |                                                          |
| 2015 | Adel                                 | Bushido & Shindy | Adopekid                                                                         |                                                          |
| 2016 | Best Friends                         | Ali Bumaye feat. Bushido | Macduke                                                                          |                                                          |
| 2016 | Statements                           | Shindy feat. Bushido | Macduke                                                                          |                                                          |
| 2017 | Fallout                              | Bushido | Orkan Çe                                                                         |                                                          |
| 2017 | Gehen wir rein                       | Bushido feat. M.O.030 | Orkan Çe                                                                         |                                                          |
| 2017 | Sodom & Gomorrha                     | Bushido | Orkan Çe                                                                         |                                                          |
| 2017 | Papa                                 | Bushido | Orkan Çe                                                                         |                                                          |
| 2018 | Hades                                | Bushido feat. Samra | Orkan Çe                                                                         |                                                          |
| 2018 | Für euch alle                        | Bushido feat. Samra & Capital Bra | Orkan Çe                                                                         |                                                          |
| 2018 | Mythos                               | Bushido | Orkan Çe                                                                         |                                                          |
| 2018 | Mephisto                             | Bushido | Orkan Çe                                                                         |                                                          |
| 2019 | Ronin                                | Bushido & Animus | Orkan Çe                                                                         |                                                          |
| 2019 | Lichter der Stadt                    | Bushido & Animus | Orkan Çe                                                                         |                                                          |
| 2019 | Renegade                             | Bushido & Animus | Orkan Çe                                                                         |                                                          |
| 2019 | Okzident                             | Bushido & Animus | Orkan Çe                                                                         |                                                          |
| 2020 | 2003                                 | Juri feat. Bushido | Orkan Çe                                                                         |                                                          |
| 2021 | E.G.J.                               | Animus feat. Bushido & Saad | Orkan Çe                                                                         |                                                          |
| 2021 | King Sonny Black                     | Bushido | Orkan Çe                                                                         |                                                          |
| 2021 | Giftgrünes B                         | Bushido | Orkan Çe                                                                         |                                                          |
| 2021 | Familie                              | Bushido feat. Aaliyah | Orkan Çe                                                                         |                                                          |
| 2021 | Heavy Metal Payback 2                | Bushido feat. Saad & Animus | Orkan Çe                                                                         |                                                          |
| 2021 | 90er Berlin                          | Bushido feat. Saad & Animus | Orkan Çe                                                                         |                                                          |
| 2023 | Dark Knight                          | Bushido | Orkan Çe                                                                         | Capital Bra-Diss                                         |

## Sonderveröffentlichungen

### Demos
| Jahr | Titel Musiklabel           | Höchstplatzierung, Gesamtwochen, AuszeichnungChartplatzierungen (Jahr, Titel, Musiklabel, Platzierungen, Wochen, Auszeichnungen, Anmerkungen) | Höchstplatzierung, Gesamtwochen, AuszeichnungChartplatzierungen (Jahr, Titel, Musiklabel, Platzierungen, Wochen, Auszeichnungen, Anmerkungen) | Höchstplatzierung, Gesamtwochen, AuszeichnungChartplatzierungen (Jahr, Titel, Musiklabel, Platzierungen, Wochen, Auszeichnungen, Anmerkungen) | Anmerkungen                                            |
| Jahr | Titel Musiklabel           | DE | AT | CH | Anmerkungen                                            |
| ---- | -------------------------- | --- | --- | --- | ------------------------------------------------------ |
| 1999 | Demotape Selbstverlag      | — | — | — | Erstveröffentlichung: 1999 limitiert auf 300 Exemplare |
| 2001 | King of Kingz Selbstverlag | DE55 (4 Wo.)DE | — | — | Erstveröffentlichung: 2001 e                           |

### Hörbücher
- 2009: Bushido liest Bushido

### Samplerbeiträge
- 2006: Kein Ausweg (mit Chakuza & Bizzy Montana, auf Juice-Exclusive #63)
- 2015: Rap Leben (mit Shindy, auf Juice-Exclusive #132)

### Gastbeiträge
| - 2000: Kingz Live (King Orgasmus One feat. Bushido auf Es gibt kein Battle) - 2000: SüdRapStarz (King Orgasmus One feat. Bushido & Frauenarzt auf Es gibt kein Battle) - 2001: Keine Liebe (D-Bo feat. Bushido auf Deutscha Playa) - 2001: Ein Tag mit BMW (D-Bo feat. Bushido & Bass Sultan Hengzt auf Deutscha Playa) - 2001: Lautlos und unausweichlich (D-Bo feat. Bushido auf Deutscha Playa) - 2001: Mein Penis ist ein Blutegel (King Orgasmus One feat. Bushido auf Tag der Abrechnung) - 2001: Gangster Gangster (King Orgasmus feat. Die Sekte, FDS, Bushido, Tequal, Unterleib Dynamo, Bass Sultan Hengzt auf Tag der Abrechnung) - 2002: Mit Ruhe und Gemütlichkeit (King Orgasmus One feat. Bushido & Tanga Lilly) auf Berlin bleibt hart - 2002: Du Pussy (Bass Sultan Hengzt feat. Bushido) auf Berlin bleibt hart - 2002: Shady!!! (King Orgasmus One feat. Bushido auf Mein Kampf – Musik für Männer) - 2002: Wir benutzen Parfüm (King Orgasmus One feat. Dent, Bass Sultan Hengzt & Bushido auf Mein Kampf – Musik für Männer) - 2003: Plan B (B-Tight feat. Bendt, Sido & Bushido auf Der Neger (in mir)) - 2004: Aussenseiter (MC Bogy feat. Bushido & Rako auf Der Atzenkeeper) - 2004: Kopf hoch (STI Remix) (Jonesmann feat. Azad & Bushido auf Macht, Käse, Flows, Cash) - 2005: Grossstadtdschungel (Bass Sultan Hengzt feat. Bushido auf Rap braucht immer noch kein Abitur) - 2005: Flerräter (Eko Fresh feat. Bushido auf Fick immer noch deine Story) - 2006: Chakuza Remix (Chakuza feat. Bushido auf Suchen & Zerstören) - 2006: Endlich wieder (Chakuza feat. Bushido & Saad auf Suchen & Zerstören) - 2006: Prost auf dich (Saad feat. Bushido auf Das Leben ist Saad) - 2006: Carlo Cokxxx Nutten Flavour (Saad feat. Bushido auf Das Leben ist Saad) - 2006: Gheddo (Eko Fresh feat. Bushido auf Hart(z) IV) - 2007: Geben und Nehmen (Nyze feat. Chakuza & Bushido auf Geben & Nehmen) - 2007: Eure Kinder (Chakuza feat. Bushido auf City Cobra) - 2007: Ring frei (Eko Fresh feat. Bushido auf Ekaveli) - 2008: Drei (Saad feat. D-Bo & Bushido auf Saadcore) - 2008: La Familia (Saad feat. Bushido & Kay One auf Saadcore) - 2008: Regen (Saad feat. Bushido auf Saadcore) - 2008: Unter der Sonne (Chakuza feat. Bushido auf Unter der Sonne) - 2009: Wolkenkratzer aus Beton (King Zaza feat. Bushido auf Multikriminell) - 2009: Ein letztes Mal (Nyze feat. Bushido auf Amnezia) - 2010: Style & das Geld (Kay One feat. Bushido auf Kenneth allein zu Haus) | - 2010: Du fehlst mir (Kay One feat. Bushido auf Kenneth allein zu Haus) - 2010: Das alles ist Deutschland (Fler feat. Bushido & Sebastian Krumbiegel auf Flersguterjunge) - 2010: Blaulicht bei Nacht (Fler feat. Bushido auf Flersguterjunge) - 2010: Flersguterjunge (Fler feat. Bushido auf Flersguterjunge) - 2010: Mit dem BMW (Fler feat. Bushido auf Flersguterjunge) - 2012: Lagerfeld Flow (Kay One feat. Bushido & Shindy auf Prince of Belvedair) - 2012: Boss (Kay One feat. Bushido auf Prince of Belvedair) - 2013: Immer immer mehr (Shindy feat. Bushido & Sido auf NWA) - 2013: Springfield (Shindy feat. Bushido auf NWA) - 2013: Stress ohne Grund (Shindy feat. Bushido auf NWA) - 2013: Panamera Flow (Shindy feat. Bushido auf NWA) - 2013: Springfield 2 (Shindy feat. Bushido auf NWA 2.0) - 2013: Stress mit Grund (Shindy feat. Bushido & Haftbefehl auf NWA 2.0) - 2013: Guten Morgen (King Remix) (Eko Fresh feat. Julian Williams, Sido & Bushido auf Guten Morgen Single) - 2013: Tango & Cash (Eko Fresh feat. Bushido auf Eksodus) - 2013: 30-11-80 (Sido feat. Eko Fresh, Lakmann, Laas Unltd., Nazar, Frauenarzt, Manny Marc, Bushido, BK, Olli Banjo, Tarek, Smudo, Erick Sermon, MoTrip, Bass Sultan Hengzt, Afrob, Dr. Renz & B-Tight auf 30-11-80) - 2014: Goodfellas (Farid Bang feat. Bushido auf Killa) - 2014: Bang Bang (Shindy feat. Bushido auf FVCKB!TCHE$GETMONE¥) - 2014: Sterne (Shindy feat. Bushido auf FVCKB!TCHE$GETMONE¥) - 2014: Nikotin & Alkohol (Shindy feat. Bushido auf FVCKB!TCHE$GETMONE¥) - 2015: Einer von den Guten (Genetikk feat. Bushido auf Achter Tag) - 2015: Same Shit, Different Day (Ali Bumaye feat. Bushido & Shindy auf Fette Unterhaltung) - 2015: BLN (Ali Bumaye feat. Bushido auf Fette Unterhaltung) - 2016: Best Friends (Ali Bumaye feat. Bushido auf Rumble in the Jungle) - 2016: Attitude (Fler feat. Bushido & Shindy auf Vibe) - 2016: Art of War (Shindy feat. Bushido auf Dreams) - 2016: Statements (Shindy feat. Bushido auf Dreams) - 2017: Gheddo Finale (Eko Fresh feat. Bushido auf König von Deutschland) - 2020: 2003 (Juri feat. Bushido auf Bratans aus Favelas 2) - 2020: Misanthropie (Animus feat. Bushido auf Khatarsis) - 2021: E.G.J. (Animus feat. Bushido & Saad auf Beastmode 4 – Kamikaze Samurai) - 2021: Ein Mic (Animus feat. Bushido auf Beastmode 4 – Kamikaze Samurai) |

## Statistik

### Chartauswertung
|                     | DE     | AT     | CH     |
| ------------------- | ------ | ------ | ------ |
| Nummer-eins-Alben   | DE10DE | AT7AT  | CH9CH  |
| Top-10-Alben        | DE21DE | AT15AT | CH16CH |
| Alben in den Charts | DE24DE | AT24AT | CH24CH |

|                       | DE      | AT     | CH     |
| --------------------- | ------- | ------ | ------ |
| Nummer-eins-Singles   | DE1DE   | AT1AT  | CH—CH  |
| Top-10-Singles        | DE11DE  | AT6AT  | CH6CH  |
| Singles in den Charts | DE106DE | AT67AT | CH46CH |

|                          | DE    | AT    | CH    |
| ------------------------ | ----- | ----- | ----- |
| Nummer-eins-Videoalben   | DE—DE | AT—AT | CH—CH |
| Top-10-Videoalben        | DE—DE | AT1AT | CH3CH |
| Videoalben in den Charts | DE—DE | AT1AT | CH3CH |

### Auszeichnungen für Musikverkäufe
| Goldene Schallplatte - Deutschland - 2019: für das Lied Theorie & Praxis |

Anmerkung: Auszeichnungen in Ländern aus den Charttabellen bzw. Chartboxen sind in ebendiesen zu finden.
| Land/RegionAuszeichnungen für Musikverkäufe (Land/Region, Auszeichnungen, Verkäufe, Quellen) | Gold       | Platin     | Verkäufe  | Quellen                      |
| -------------------------------------------------------------------------------------------- | ---------- | ---------- | --------- | ---------------------------- |
| Deutschland (BVMI)                                                                           | 17× Gold17 | 4× Platin4 | 3.175.000 | musikindustrie.de            |
| Österreich (IFPI)                                                                            | 8× Gold8   | Platin1    | 92.500    | ifpi.at                      |
| Schweiz (IFPI)                                                                               | 3× Gold3   | —          | 30.000    | hitparade.ch Einzelnachweise |
| Insgesamt                                                                                    | 28× Gold28 | 5× Platin5 |           |                              |